# Messier 52
Messier 52 (také M52 nebo NGC 7654) je otevřená hvězdokupa v souhvězdí Kasiopeji. Vzdálenost hvězdokupy od Země není přesně známa, odhady jsou mezi 3 000 ly a 7 000 ly. Stáří hvězdokupy je odhadováno na 35 milionů let. Objevil ji Charles Messier v roce 1774.

## Pozorování

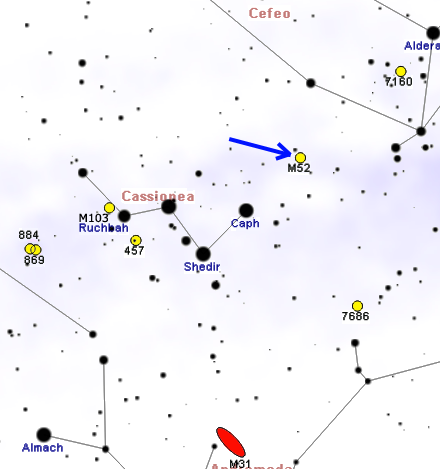
Poloha M 52 v souhvězdí Kasiopeji

M52 se nachází v oblasti oblohy bohaté na objekty, protože tudy prochází pás Mléčné dráhy. Leží na západním okraji souhvězdí Kasiopeji, blízko hranice se souhvězdím Cefea. Můžeme ji najít ve směru spojnice hvězd Schedir (α Cas) a Caph (β Cas), pokud na této spojnici postoupíme severozápadním směrem o vzdálenost rovnou vzdálenosti těchto dvou hvězd. Na skutečně tmavé obloze (světelné znečištění stupně B 2 nebo B 1) je viditelná i pouhým okem. Pomocí triedru v ní můžeme pozorovat pouze několik jejích nejjasnějších hvězd, jimž vévodí nažloutlá hvězda s magnitudou 8,26, která je výrazně jasnější než ostatní a leží na západním okraji hvězdokupy. Dalekohled o průměru 150 mm ukáže až 50 navzájem blízkých slabých hvězd, zatímco průměr 250 mm ukáže dalších 150 hvězd.
35' jihozápadně od M52 leží emisní mlhovina NGC 7635. 3° jižně se nachází pozůstatek supernovy a po Slunci druhý nejsilnější rádiový zdroj na obloze, který se označuje jako Cassiopeia A.
M52 má velkou severní deklinaci, proto je na velké části severní polokoule cirkumpolární, a to až za obratník Raka, tedy v celé Evropě a severní Americe. Naopak na jižní polokouli je viditelná pouze blízko rovníku. Nejvhodnější období pro její pozorování na večerní obloze je od srpna do ledna. V severních oblastech jde o jeden z nejznámějších a nejčastěji pozorovaných objektů podzimní oblohy.

## Historie pozorování
Hvězdokupu objevil Charles Messier v roce 1774 a přidal k ní tento popis: "Kupa malinkých hvězd smíchaná s mlhovinou, kterou je možné vidět pouze v achromatickém dalekohledu. Je pod hvězdou d Cassiopeiae." (Hvězda "d" je jiné označení hvězdy 4 Cas dle Flamsteedova katalogu.) Admirál Smyth ji popsal jako hvězdokupu nepravidelného tvaru, stejně ji popsal i britský astronom Thomas William Webb. William Parsons v ní napočítal až 200 hvězd.

## Vlastnosti

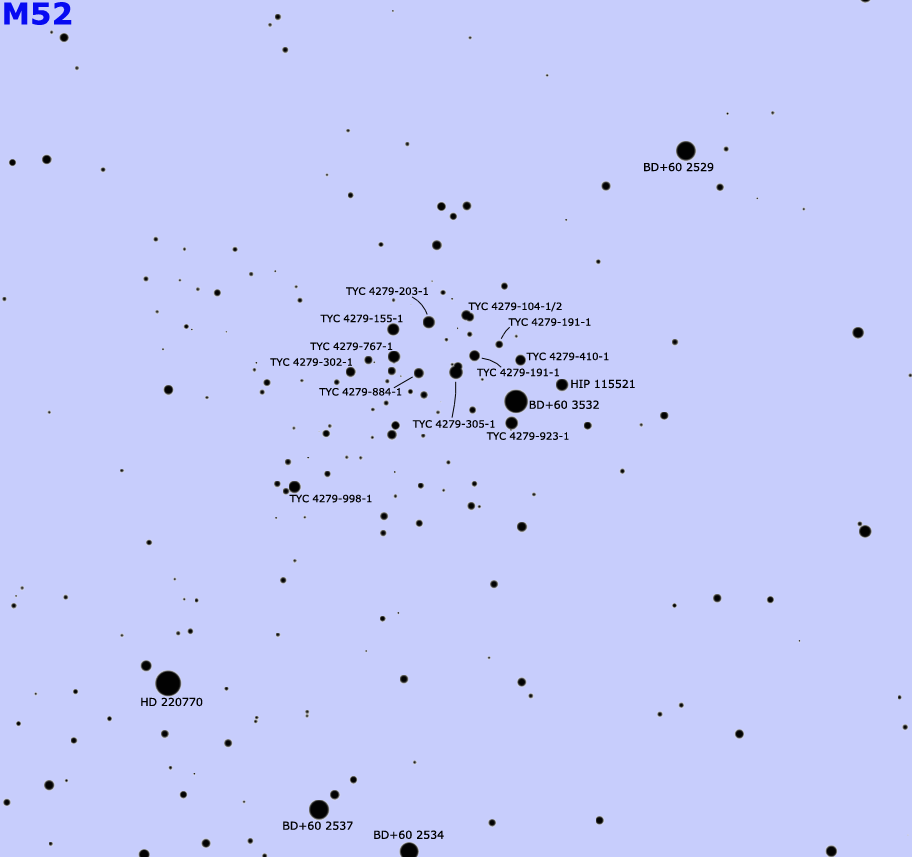
Podrobná mapa hvězdokupy M52.

M52 je velmi bohatá a zhuštěná hvězdokupa s odhadovanou průměrnou hustotou 3 hvězdy na krychlový parsek a ve středové oblasti dokonce 50 hvězd na krychlový parsek. Její úhlová velikost je 13 úhlových minut a skutečný průměr přibližně 19 světelných let.
Vzdálenost této hvězdokupy od Země není známa přesně. Odhady jsou v rozsahu od 3 900 ly do 4 900 ly, obecně přijímanou hodnotou je 4 500 ly.
Tato nepřesnost je v podstatě způsobena silným pohlcováním světla cestou od hvězdokupy k Zemi, kvůli kterému je značně obtížné získat přesnou hodnotu vzdálenosti.
Stáří hvězdokupy se uvádí na přibližně 35 milionů let, ale Viskum a kol. uvádí hodnotu 160 milionů let a různé další studie udávají hodnotu od 25 milionů do 158 milionů let.
Hvězdokupa je poměrně mladá, obsahuje různé hvězdy spektrální třídy B, tedy hmotné modré hvězdy. Její nejjasnější hvězda hlavní posloupnosti je spektrální třídy B7 a má magnitudu 11. Hvězdokupa také obsahuje pět proměnných hvězd, z nichž 3 jsou dlouhoperiodické pulzující třídy B, jedna dlouhoperiodická zákrytová typu Algol a jedna typu δ Scuti.
Hvězdokupa také obsahuje jednu zvláštní hvězdu typu Of, což je velmi horká hvězda se zvláštními spektrálními čarami ionizovaného helia a dusíku. Ve vnitřních oblastech hvězdokupy je výrazný nedostatek mezihvězdné hmoty, která byla v dřívějších dobách zřejmě odehnána hvězdnými větry velkých hvězd nebo výbuchy supernov. Ve středu hvězdokupy také chybí zvláště jasné a hmotné hvězdy, a tím se liší od jiných hvězdokup, ve kterých bývá výrazné hmotové rozdělení.
Tvorba hvězd, která vedla k vytvoření hvězdokupy, možná proběhla postupným způsobem: podle vědců se prý nejprve vytvořily velmi hmotné hvězdy, zatímco méně hmotné hvězdy se vytvořily později a během mnohem delšího období. Hmotné hvězdy již vybuchly jako supernovy v počátečním období života hvězdokupy.